# Pir (Satu Mare)
Pour les articles homonymes, voir Pir.
Pir (Szilágyper en hongrois, Pirr en allemand) est une commune roumaine du județ de Satu Mare, dans la région historique de Transylvanie et dans la région de développement du Nord-Ouest.

## Géographie
La commune de Pir est située dans le sud-ouest du județ, à la limite avec le județ de Bihor, dans la plaine du Someș, sur les rives de la rivière Ier, affluent de la Barcău, à 19 km à l'est de Tășnad, à 36 km au sud-est de Carei et à 71 km au sud-ouest de Satu Mare, le chef-lieu du județ.
La municipalité est composée des trois villages suivants (population en 2002) :
- Pir (1 491), siège de la commune ;
- Piru Nou (103) ;
- Sărvăzel (175).

## Histoire
La première mention écrite du village de Pir date de 1205 dans les registres de l'évêché d'Oradea au sujet de litiges entre deux familles nobles. Le village de Sărvăzel apparaît en 1821 et celui de Piru Nou en 1950 en tant que colonie agricole.
La commune, qui appartenait au royaume de Hongrie, faisait partie de la principauté de Transylvanie et elle en a donc suivi l'histoire. Au XVIe siècle, à la suite de la conversion à la Réforme, l'église catholique devient temple protestant.
Les Tatars détruisent le village d'Ete au XVIIe siècle et il ne sera pas reconstruit.
Après le compromis de 1867 entre Autrichiens et Hongrois de l'empire d'Autriche, la principauté de Transylvanie disparaît et, en 1876, le royaume de Hongrie est partagé en comitats. Pir intègre le comitat de Szilágy (Szilágy vármegye) dont le chef-lieu était la ville de Zilah.
À la fin de la Première Guerre mondiale, l'Empire austro-hongrois disparaît et la commune rejoint la Grande Roumanie au traité de Trianon et le județ de Sălaj.
En 1940, à la suite du deuxième arbitrage de Vienne, elle est annexée par la Hongrie jusqu'en 1944, période durant laquelle son importante communauté juive est exterminée par les nazis. Elle réintègre la Roumanie après la Seconde Guerre mondiale au traité de Paris en 1947.
Ce n'est qu'en 1968, lors de la réorganisation administrative du pays que la commune est intégrée au județ de Satu Mare auquel elle appartient maintenant.

## Politique
Le Conseil Municipal de Pir compte 11 sièges de conseillers municipaux. À l'issue des élections municipales de juin 2008, Mihai Tempfli (UDMR) a été élu maire de la commune.
| Parti                                      | Nombre de conseillers |
| ------------------------------------------ | --------------------- |
| Union démocrate magyare de Roumanie (UDMR) | 5                     |
| Parti démocrate-libéral (PD-L)             | 3                     |
| Parti social-démocrate (PSD)               | 2                     |
| Parti national libéral (PNL)               | 1                     |

## Religions
En 2002, la composition religieuse de la commune était la suivante :
- Réformés, 52,62 % ;
- Chrétiens orthodoxes, 41,94 % ;
- Catholiques romains, 4,18 % ;
- Grecs-Catholiques, 1,19 %.

## Démographie
Pir est une des communes du județ dont la majorité de la population est hongroise.
En 1910, à l'époque austro-hongroise, la commune comptait 1 985 Hongrois (77,03 %) et 583 Roumains (22,62 %).
En 1930, on dénombrait 1 465 Hongrois (54,93 %), 994 Roumains (37,27 %), 147 Juifs (5,51 %) et 44 Tsiganes (1,65 %).
En 1956, après la Seconde Guerre mondiale, 1 577 Hongrois (57,55 %) côtoyaient 1 160 Roumains (42,34 %).
En 2002, la commune comptait 969 Hongrois (54,77 %), 644 Roumains (36,40 %) et 156 Tsiganes (8,81 %). On comptait à cette date 640 ménages et 685 logements.
| 1850  | 1880  | 1890  | 1900  | 1910  | 1920  | 1930  | 1941  | 1956  |
| ----- | ----- | ----- | ----- | ----- | ----- | ----- | ----- | ----- |
| 1 858 | 1 922 | 2 065 | 2 294 | 2 577 | 2 437 | 2 667 | 2 724 | 2 740 |

| 1966  | 1977  | 1992  | 2002  | 2007  | - | - | - | - |
| ----- | ----- | ----- | ----- | ----- | - | - | - | - |
| 2 728 | 2 208 | 1 910 | 1 769 | 1 593 | - | - | - | - |

## Économie
L'économie de la commune repose sur l'agriculture (céréales, vigne), l'élevage et l'horticulture.

## Communications

### Routes
Pir est située sur la route régionale DJ195C qui la relie avec la DJ108M et Tășnad au nord-est ainsi que Căuaș, la DN1F et Carei. Une route non-asphaltée permet de rejoindre le județ de Bihor et la commune de Sălacea.

## Lieux et monuments
- Pir, église réformée de style gothique datant du XVe siècle, profondément remaniée dans la première moitié du XIXe siècle, classée monument historique[9],[10].
- Pir, manoir Ibrányi, construit au XVIe siècle[3].
- Sărvăzel, église orthodoxe datant de 1870[9].